# Pascoal Mocumbi
Pascoal Manuel Mocumbi (Inhambane, 10 aprile 1941 – 25 marzo 2023) è stato un politico mozambicano.
È stato Primo ministro del Mozambico dal dicembre 1994 al febbraio 2004.
In precedenza, dal 1987 al 1994 aveva ricoperto la carica di Ministro degli esteri.